# Bifidobacterium breve
Bifidobacterium breve — вид бактерій, що має пробіотичні властивості. Усі біфідобактерії живуть у кишці ссавців. Вони використовуються у лікуванні деяких хворобливих станів, зокрема запору, діареї та навіть застуди з грипом. В. breve — паличкоподібна бактерія, яка не рухається сама й утворює гілки з сусідами свого виду. Комбінації з цією бактерією активно використовуються у медицині. Наприклад, стани, які спричинює Helicobacter pylori — хвороботворна бактерія, яка живе у шлунково-кишковому тракті. Лікування довге і складне. Але якщо поєднати лікувальну терапію з додаванням лактобактерій і біфідобактерій, ліки стають удвічі ефективнішими, знижується ймовірність побічних ефектів. Також існує гіпотеза про те, що ця бактерія зупиняє або ж навіть лікує ожиріння. Але необхідно зібрати більше даних, щоб підтвердити чи спростувати її. Один з штамів B. breve уповільнив та трохи реверсував хворобу Альцгеймера у дослідженнях на мишах.
Вперше її знайшли у фекаліях немовлят.
B. breve зазвичай виділяють із кишки немовлят, особливо немовлят, які перебувають на грудному вигодовуванні (Turroni та ін., 2012). Зовсім недавно штами B. breve також були виявлені в грудному молоці (Fernandez L et al., 2013). Причина, чому їх кількість настільки велика в цих джерелах, може полягати в їхній здатності використовувати олігосахариди жіночого молока (HMO). HMO є дуже вибірковими пребіотиками, які містяться в грудному молоці. Їх можуть розщепити лише деякі Bifidobacterium spp. на відміну від традиційних пребіотиків.
Під час ферментації HMO штами B. breve можуть виробляти коротколанцюгові жирні кислоти, які сприяють здоровому кишковому середовищу. Крім того, штами B. breve зазвичай містять ряд ферментів, які допомагають розщеплювати крохмаль, цукор (включаючи лактозу) та інші компоненти грудного молока. Тим самим підтримуючи природне травлення та засвоєння поживних речовин.
Це одна з причин, чому штами B. breve є популярними пробіотиками для дітей та новонароджених. Деякі штами B. breve були успішно випробувані у дітей, і вони також показали свою ефективність при низці захворювань (Cionci N e et al., 2018).
Властивості та переваги пробіотиків значною мірою залежать від штаму, тому ця база даних надає ще більш детальну інформацію на рівні штаму.